# Гредьки
Гредьки́ (укр. Гредьки) — село в Дубовской сельской общине Ковельского района Волынской области Украины.
Код КОАТУУ — 0722181402. Население по переписи 2001 года составляет 122 человека. Почтовый индекс — 45024. Телефонный код — 3352. Занимает площадь 0,002 км².